# Монитор (управляющая программа)
Монитор (от лат. monitor — напоминающий, предупреждающий, надзиратель, надсмотрщик) — часть управляющей программы операционной системы, реализующая управление одной из фаз вычислительного процесса на ЭВМ. Чаще всего программа, выступающая в роли монитора, имеет пользовательский статус, то есть не входит непосредственно в состав операционной системы. В ЭВМ могут быть запущены несколько программ-мониторов, каждая из которых реализует свою специфическую функцию (например, управление трансляцией, диалоговой отладкой, пакетом прикладных программ).